# باشگاه فوتبال امید وحدت خراسان
باشگاه فوتبال امید وحدت خراسان یک باشگاه فوتبال در لیگ آزادگان است که در شهر مشهد ایران قرار داشت. در مهرماه ۱۴۰۱ با تصمیم لیگ آزادگان این تیم از مسابقات کنار گذاشته شد
در ۳۰ مرداد ۱۴۰۱ این تیم با خرید امتیاز باشگاه فوتبال شهر خودرو مجوز حضور در لیگ آزادگان را کسب کرد.
این تیم به دلیل حضور پیدا نکردن در دو دیدار لیگ آزادگان ایران در آبان ۱۴۰۱ از جدول مسابقات کنار گذاشته شد.
پس از کنار گذاشته شدن از جدول لیگ آزادگان این باشگاه و امتیازش در نهایت منحل اعلام‌ شد.